# 비르슈토나스시

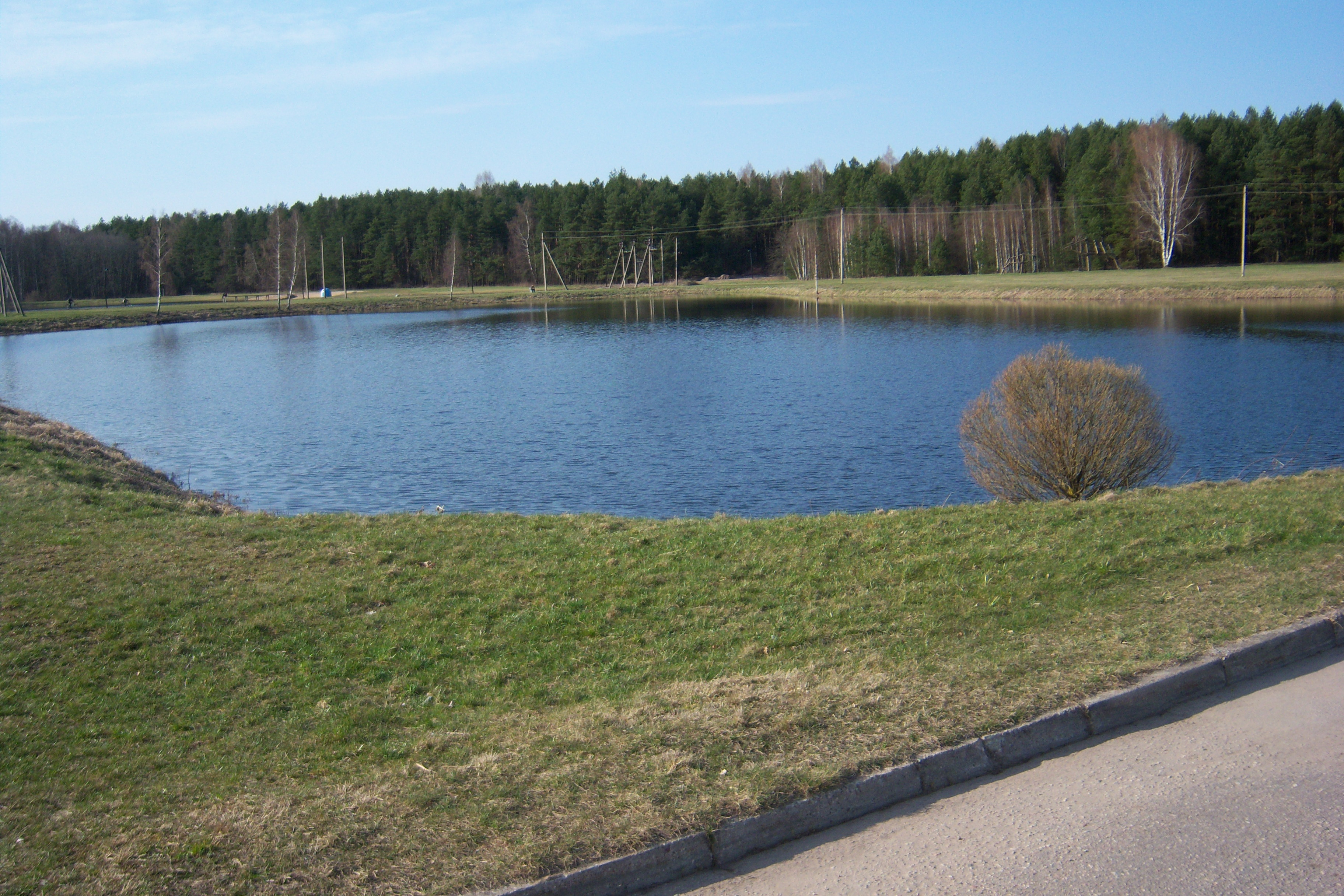
비르슈토나스에 위치한 연못

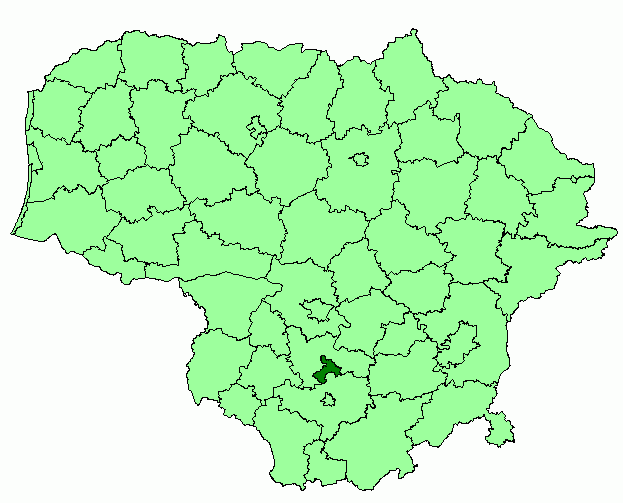
비르슈토나스시의 위치

비르슈토나스시(리투아니아어: Birštono savivaldybė)는 리투아니아 카우나스주를 구성하는 8개 지방 자치체 가운데 하나로 행정 중심지는 비르슈토나스이며 면적은 122km2, 인구는 4,371명(2015년 기준), 인구 밀도는 35.8명/km2이다. 1개 장로구를 관할한다. 카우나스주 프리에나이구, 알리투스주 알리투스구, 마리얌폴레주 마리얌폴레시와 접한다.

지방 자치체 문장